# Svjetsko prvenstvo u rukometu za igrače do 19 godina – Mađarska 2013.
Svjetsko prvenstvo u rukometu za igrače do 19 godina održalo se u Mađarskoj 2013. godine od 10. do 23. kolovoza. Natjecale su se 24 momčadi iz 4 konfederacije. Igralo se u dvije dvorane u dva grada domaćina, u dvorani BVUSS u Jerši i Városi Sportcsarnok u Andzabegu. Odigrano je 100 utakmica i postignuto 5758 pogodaka.

## Momčadi i sastavi
Nastupile su momčadi Angole, Egipta, Gabona, Tunisa, Argentine, Brazila, Čilea, Venezuele, Japana, Južne Koreje, Katara, Austrije, Bjelorusije, Hrvatske, Danske, Francuske (koja je zamijenila momčad iz Oceanije, koja je odustala od svog mjesta), Njemačke, Mađarske, Norveške, Rumunjske, Srbije, Slovenije, Španjolske i Švedske.
Izvlačenje skupina održano je u Jerši 23. svibnja 2013. godine. Bile su četiri skupine s po šest momčadi, a četiri najbolje iz svake skupine nastavile su borbu za odličja.
Hrvatska je igrala u sastavu Mario Cvitković (vratar, Poreč), Lovro Mihić (lijevo krilo, Zagreb), Leon Vučko (kružni, Zagreb), Ante Grbavac (lijevi vanjski, Zrinjski Mostar), Bruno Butorac (desni vanjski, Zagreb), Ante Kuduz (lijevi vanjski, Osijek), Domagoj Grahovac (vratar, Dubrava), Luka Mrakovčić (lijevi vanjski, Zamet), Marko Mamić (lijevi vanjski, Schaffhausen), Kristian Bećiri (kružni, Kozala), Matej Mudrinjak (vratar, Zagreb), Ivan Vida (desno krilo, Dubrava), Lovro Jotić (središnji vanjski, Zagreb), Marin Buneta (središnji vanjski, Kozala), Josip Božić Pavletić (desno krilo, NEXE), Josip Jurić Grgić (središnji vanjski, Zagreb), zamijenjen Vlado Matanović (desni vanjski, Kozala, zamijenio ga Božić Pavletić); vođa izaslanstva Davor Urek, glavni trener Vedran Ćurak, trener Valter Matošević, fizioterapeut Tomica Mađerčić i voditelj momčadi Nenad Stanković.

## Poredak
| Mjesto | Momčad       |
| ------ | ------------ |
|        | Danska       |
|        | Hrvatska     |
|        | Njemačka     |
| 4      | Španjolska   |
| 5      | Norveška     |
| 6      | Švedska      |
| 7      | Srbija       |
| 8      | Slovenija    |
| 9      | Brazil       |
| 10     | Mađarska     |
| 11     | Rumunjska    |
| 12     | Bjelorusija  |
| 13     | Francuska    |
| 14     | Egipat       |
| 15     | Katar        |
| 16     | Austrija     |
| 17     | Japan        |
| 18     | Argentina    |
| 19     | Tunis        |
| 20     | Venezuela    |
| 21     | Južna Koreja |
| 22     | Angola       |
| 23     | Gabon        |
| 24     | Čile         |

## Nagrade

### Idealna momčad prvenstva
- vratar:  Sebastian Frandsen
- lijevo krilo:  Lovro Mihić
- lijevi vanjski:  Marko Mamić
- kružni:  Ignacio Plaza Jimenez
- srednji vanjski:  Tim Suton
- desni vanjski:  Niclas Kirkeløkke
- desno krilo:  Sebastian Karlsson

### Ostale nagrade
- najkorisniji igrač:  Simon Hald Jensen
- najbolji strijelci:  José Toledo i  Nicușor Negru, po 64 pogotka

## Vanjske poveznice
- (eng.) IHF